# Almblombock
Almblombock (Pedostrangalia revestita) är en art i insektsordningen skalbaggar som tillhör familjen långhorningar.

## Kännetecken
Denna skalbagge har kroppslängd på upp till 15 millimeter. Grundfärgen på kroppen är orangeaktig, med blåsvarta täckvingar, tarser och antennspetsar.

## Utbredning
Almblombocken finns i mellersta och södra Europa, samt i Danmark och Sverige. I Sverige har den hittats från Skåne och norrut till Västergötland och Östergötland. Fynd av arten har också gjorts i Värmland. 

### Status
I Sverige är almblombocken klassad som starkt hotad och finns troligtvis endast kvar på ett fåtal platser i landet. Det största hotet mot arten är habitatförlust genom nedhuggning av gamla lövträd, speciellt almar, som den behöver för sin fortplantning. Almsjukan anses också som ett hot mot denna skalbagge, eftersom alm är det träd den främst lever på.

## Levnadssätt
Som larv lever almblombocken i Sverige på lövträd som alm, ek och hästkastanj. Längre söderut i utbredningsområdet lever den även på  bok. Utvecklingen till imago tar minst tre år. Ofta hittas många larver i närheten av varandra. De larver som är redo att förpuppa sig gör detta i början av juni. Som fullbildad skalbagge kan almblombocken även hittas på blommor av flockblommiga växter, samt på blommor av skogskornell, hagtorn och rosor. 